# فرودگاه پریش جفرسون دیویس لویزینا
فرودگاه شهرستان جفرسن دیویس لویزینا (به انگلیسی: Jefferson Davis Parish, Louisiana) یک فرودگاه است . این فرودگاه در کشور ایالات متحده آمریکا قرار دارد .